# ゲレト・タイジ
ゲレト・タイジ（モンゴル語: Гэрэд、中国語: 格哷図台吉、1515年 - ?）とは、モンゴルのハーンであるバト・モンケ（ダヤン・ハーン）の子供の一人。『アルタン・ハーン伝』ではチャグ＝モンケ（Čaγ Möngke）とも表記され、漢文史料では「克列兎台吉」と記される。

## 概要
ダヤン・ハーンとその側室ジャライルのスミル・ハトンの間の息子として生まれた。同母兄弟にはチャハルのタタルを統治したウバサンジャ・チン・タイジがいる。
ゲレト・タイジはダヤン・ハーンの十一子の中で唯一子供がなく、そのため独自の遊牧集団を形成することなく亡くなった1482年。